# Hans de Wolf
Hans de Wolf (Den Haag, 12 februari 1955) is een Nederlandse producent van speelfilms, televisiefilms en -series, korte films en documentaires. Hij gaf incidenteel les als gastdocent op de Nederlandse Filmacademie en de Toneelacademie Maastricht. In zijn rol van producent lag de nadruk op een nauwe samenwerking met schrijvers en regisseurs voor het gezamenlijk ontwikkelen van intelligente, character-driven publieksfilms en arthousefilms voor de nationale en internationale markt.

## Biografie
In 1976 startte De Wolf de studie theater-, film- en televisiewetenschappen aan de Rijksuniversiteit Utrecht. In 1981 behaalde hij zijn doctoraal. Van 1985 tot 1989 was de Wolf directeur van het Nederlands Film Festival. Vanaf 1990 gaf hij samen met Hans de Weers en George Brugmans leiding aan productiemaatschappij Bergen, winnaar van een Oscar voor de film Antonia (1996). Met De Weers zette hij vervolgens Egmond Film and Televison op.
Hij is ook werkzaam als scenarioschrijver voor films en televisieseries. Zo schreef hij (samen met George Brugmans) het scenario voor de speelfilm De wisselwachter van regisseur Jos Stelling en het scenario voor de film Chopsticks (1995), die de Prix Europa won. Van 2008 tot 2021 was hij samen met Hanneke Niens medeoprichter en producent van het filmbedrijf KeyFilm.
Gedurende zijn carrière won de Wolf talloze prijzen als producent en met KeyFilm. Belangrijke onderscheidingen zijn onder andere een Gouden Kalf voor beste film met Nynke (2001) en tweemaal de Platina Film voor kaskrakers Soof en Soof 2. Gouden Kalf-nominaties voor beste film waren er voor de films Het zusje van Katia (2008), Nena (2014) en Beyond Sleep (2016). Deze laatste film ontving drie Gouden Kalveren voor beste regie, beste muziek en beste sound design.

## Filmografie

### Speelfilms
Onder andere:
- Antonia (1995)
- De langste reis (1996)
- De verstekeling (1997)
- Somberman's actie (2000)
- Nynke (2001)
- Oesters van Nam Kee (2002)
- Johan (2005)
- Don (2006)
- Duska (2007)
- MissiePoo16 (2007)
- Het zusje van Katia (2008)
- Terug naar de kust (2009)
- Richting west (2010)
- Silent City (2012)
- Soof (2013)
- Nena (2014)
- Ventoux (2015)
- Ya tayr el tayer (alternatieve titel: The Idol) (2015)
- Beyond Sleep (2016)
- Kamp Holland (2016)
- Die Nacht der 1000 Stunden (2016)
- Soof 2 (2016)
- Dorst (2017)
- The Reports on Sarah and Saleem (2018)
- The Beast in the Jungle (2019)
- Wat is dan liefde (2019)
- Dreamlife (2020)
- Muidhond (2020)
- De Vogelwachter (2020)
- Het verloren transport (2022)
- Soof 3 (2022)
- Last Call (2024)[13]

### Televisiefilms
Onder andere:
- Chopsticks (1995)
- Maten (1999)
- Dichter op de zeedijk (2000)
- Ochtendzwemmers (2001)
- Achttien (2002)
- De ordening (2003)
- Bluebird (2004)
- Hou Holland schoon (2008)
- Den Helder (2008)
- Dag in dag uit (2008)
- De Ander (2009)
- Zara (2009)
- Maite was hier (2009)
- Memory Lane (2010)
- Val (2010)
- Diamond Dancers (2010)
- Hyperscape (2010)
- Verre vrienden (2010)
- Flysk (2010)
- Over (2012)
- Uit (2012)
- Coup de Grâce (2011)
- One False Move (2011)
- Bowy is binnen (2012)
- Exit (2013)
- Greifensee (2013)
- Voices of Finance (2015)

### Televisieseries
Onder andere:
- Verhalen van de straat (1993, 5 afleveringen)
- Soof: een nieuw begin (twee seizoenen, 2017-2018, 18 afleveringen)

### Documentaires
Onder andere:
- Ave Maria – Van dienstmaagd des heren tot koningin van de hemel (2006)
- This is my picture when I was dead (2010)
- What the cat sees (2011)
- Nadia's tics (2011)
- The Sex Police (2012)
- De man met 100 kinderen (2012)
- Niets blijft (2012)
- Gitaarjongens (2013)
- Refugees: Who Needs Them? (2013)
- My Genius Brother Harry (2013)
- Paradijsbestormers (2014)
- Herinnering aan een trieste dageraad (2014)
- Ik ben Alice (2015)
- Erbarme dich (2015)
- Becoming Zlatan (2015)
- Mies gaat naar Hollywood (2016)
- De mooiste marathon (2016)